# Amelia (Ohio)
Amelia es una villa ubicada en el condado de Clermont en el estado estadounidense de Ohio. En el Censo de 2010 tenía una población de 4801 habitantes y una densidad poblacional de 1.035 personas por km².

## Geografía
Amelia se encuentra ubicada en las coordenadas 39°1′22″N 84°13′6″O / 39.02278, -84.21833. Según la Oficina del Censo de los Estados Unidos, Amelia tiene una superficie total de 4.64 km², de la cual 4.64 km² corresponden a tierra firme y (0%) 0 km² es agua.

## Demografía
Según el censo de 2010, había 4801 personas residiendo en Amelia. La densidad de población era de 1.035 hab./km². De los 4801 habitantes, Amelia estaba compuesto por el 95.08% blancos, el 1.62% eran afroamericanos, el 0.33% eran amerindios, el 0.73% eran asiáticos, el 0.02% eran isleños del Pacífico, el 0.58% eran de otras razas y el 1.62% pertenecían a dos o más razas. Del total de la población el 1.9% eran hispanos o latinos de cualquier raza.